# Jenni Rivera
Dolores Janney Rivera (ismertebb nevén Jenni Rivera) (Long Beach, Kalifornia, 1969. július 2. –  Iturbide, Új-León, Mexikó, 2012. december 9.) világhírű amerikai-mexikói énekesnő, zeneszerző, színésznő, üzletasszony, producer. 
Karrierje során több mint 20 millió lemezt adott el világszerte, egyike volt a legsikeresebb és legelismertebb norteña-banda énekesnőknek, úgy is hívták, hogy La Diva de la Banda. 2012. december 9-én balesetben hunyt el, miután magángépe lezuhant Új-León államban, Iturbide település közelében.

## Magánélete
Szülei Pedro Rivera és Rosa Saavedra illegálisan szöktek át Mexikóból Amerikába, a jobb jövő érdekében (ezt később Mariposa el barrio - A nyomornegyed pillangója című dalában is megénekelte). Öt testvérével és szüleivel Kaliforniába költöztek. Bátyja, Lupillo Rivera később szintén világhírű énekes lett, bár akkora sikereket sosem ért el mint Jenni (fiatalkorukban együtt énekeltek, de Lupillo hangja nem volt olyan jó, hogy a Fonovisa tovább foglalkoztassa).
Még középiskolában terhes lett első gyermekével, Janney Marín Rivera 1985-ben született. Üzleti adminisztrációt tanult. Feleségül ment José Trinidad Marínhoz, akitől még két gyermeke született: Jacqueline Marín Rivera (1989) és Michael Marín Rivera (1991), de 1992-ben elváltak, mert a férfi molesztálta elsőszülött gyermeküket és Jenni húgát is. A férfit 2006-ban végül elítélte a bíróság. Saját családi drámáján túllépve hozta létre alapítványát, a Jenni Love Foundationt, a nők számára példaképként élt, amihez az is hozzájárult, hogy több karitatív kampányban is részt vett, felszólalt a nők jogainak védelmében, a Családon Belüli Erőszak Elleni Nemzeti Koalíció szóvivője volt, és dalaiban is gyakran feszegette ezt a témát. Válása után, 1997-ben feleségül ment Juan Lópezhez, akitől két gyermeke született: Jenicka López Rivera (1997), és Jonny López (2001). 2003-ban elváltak, López 2009-ben meghalt betegségben. Az énekesnőnél 2012-ben mellrákot diagnosztizáltak, ami szerencsére jóindulatú volt, felgyógyult belőle.
2010-ben feleségül ment Esteban Loaizához, akitől 2012-ben elvált. Sikeres üzletasszonynak számított, ingatlanfejlesztő cége mellett saját márkát is piacra dobott, kozmetikai és ruházati cikkei sikert arattak a nők körében.

## Karrier
Karrierjét kicsivel 1992 után kezdte, először testvérével, Lupillóval közösen, ám Jenni szólóban is szeretett volna bizonyítani. Lupillo eleinte nem bizonyult jó hangú énekesnek (tehetségét a mai napig vitatják[forrás?]), a Fonovisa nem tartott rá igényt tovább, Jenninek viszont többlemezes szerződést ajánlottak, melyet elfogadott. Első lemezei nem arattak nagy sikert, mert a férfiak uralta banda műfaj nem volt felkészülve egy női énekesre, és nem is voltak rá kíváncsiak. Első sikerét 10 évvel később 2003-ban érte el az Homenaje A Las Grandes című lemezzel. Bestsellerré vált, milliós példányszámban kelt el. Második nagy sikere, a 2008-as Jenni volt. A lemez nem csak a közönség, de a kritikusok körében is siker lett. A szakma annyira jól fogadta, hogy Riverát kikiáltották a Banda királynőjévé (később még számos más becenevet is kapott).[forrás?] Karrierje során számos elismerést szerzett, többször jelölték Grammy-díjra (2003, 2008, 2010) Zenéjét a grupero műfajba sorolták, amelyet olyan hagyományos latin-amerikai zenék ihlettek, mint a norteño, ranchero és a cumbia. Rivera a csúcstartó a Billboard American Awardson és népszerűségét mi sem bizonyíthatta volna jobban, hogy több tévéműsor is készült az ő személyével a középpontban. Az I Love Jenni című valóság-show két évad után jövőre a harmadik szezonra készült volna, de további másik két tévéműsor is fűződik a nevéhez illetve egy főszerep a Filly Brown című filmben. Az ABC amerikai tévéadón egy új sitcomot is terveztek köré, ahol egy középosztálybeli latin-amerikai családanya életét mutatták volna be.

## Élete utolsó évei
Számos terve volt. 2011-ben dupla albumot adott ki Joyas Prestadas címmel, melynek Pop verziója világsiker lett (az album Banda verzióját elég rosszul fogadta a közönség, a kritikusok szerint viszont jobb volt mint a Pop). Közben elénekelte az Eva Luna főcímdalát, az Él-t, ami szintén világsiker lett. Fő műsoridőben valóságshowja, az I Love Jenni nézettsége minden várakozást felülmúlt az USA-ban.
2012-ben pedig főszerepet kapott az amerikai készítésű Filly Brown című filmben. Az ő arcával reklámozták a filmet, melyet 2013-ban adnak a mozik. Elkezdte írni saját életéről szóló könyvét, melynek utolsó simításait végezte, halálával azonban a megjelenést 2013-ra tették át.
Mentor lett a The Voice latin-amerikai változatának második évadában – történetesen pont ennek a műsornak a felvételére tartott a szerencsétlenül járt repülő Mexikóvárosba, így nem láthatta, hogy mentoráltja megnyeri a versenyt. A győztes dalt az énekesnőnek ajánlották.

## Halála
2012. december 9-én a reptéren felszállás előtt még készített egy közös fotót sminkesével, fodrászával, a menedzserével, ügyvédjével és öltöztetőjével, melyet elküldött Twitteren: "Készüljetek srácok, nagy buli lesz". A poszt kiírása után körülbelül 5 perccel Jenni Rivera gépe lezuhant.
Az új-leóni hatóságok szerint a gép helyi idő szerint hajnalban indult útnak Monterreyből, ahol Jenni Rivera koncertet adott több ezer rajongója előtt. A gép a Mexikóváros közelében található Tolucába tartott, de felszállás után 10 perccel megszakadt vele a kapcsolat. Néhány órára rá megtalálták a gép roncsait.
Az énekesnőn kívül hat ember tartózkodott a Learjet 25 típusú gép fedélzetén, és senki sem élte túl a balesetet. A szerencsétlenség oka egyelőre még nem tisztázott.
Jenni Riverát csak személyigazolványa, jellegzetes körömlakkja, és ruhája alapján tudták azonosítani. Végül édesapja DNS-vizsgálatával bizonyítást nyert, hogy valóban gyermeke halt meg. 2012. december 31-én helyezték végső nyugalomra Los Angelesben.
Halála után különös figyelmet kapott Cuando Muere Una Dama - Amikor meghal egy dáma című dala, melyben arról énekel, mi lesz, ha ő meghal. Ebben arra kéri rajongóit, hogy amennyiben ő elmenne az élők sorából, vigyenek neki egy szál fehér rózsát, igyanak tequilát, és bulizzanak egy jót a tiszteletére.

## Kegyeletsértés
Az interneten elterjedt fotókat Rivera holttestéről bárki megnézhette, az FBI azóta is nyomoz, hogy ki tehette fel a képeket. Addig is letiltják azokat az oldalakat, ahova felkerült. Közleményükben leírták, hogy büntetik azt az amerikai állampolgárt, aki megosztja, letölti, vagy felhasználja anyagi célokra a fotókat.[forrás?]

## Életrajzi sorozat
2016-ban bejelentette a Telemundo, hogy Mariposa Del Barrio (A nyomornegyed pillangója) címmel sorozat készül Rivera életéről. 2017. június 27-én startolt a sorozat első része, mely hatalmas várakozás előzött meg. Ez az első alkalom, hogy a Telemundo nem telenovellát gyárt, hanem életrajzi dráma sorozatot, valós események alapján, valós személyek életéről. Arról nincs információ, hogy Magyarországon vetítik e majd a sorozatot.

## Diszkográfia

### Lemezei
- 1992 - Jenni Rivera
- 1992 - Somos Rivera
- 1994 - Por Un Amor
- 1995 - La Chacalosa
- 1999 - Reina De Reinas
- 1999 - Si Quieres Verme Llorar
- 2000 - Que Me Entierren Con La Banda
- 2001 - Déjate Amar
- 2002 - Se Las Voy A Dar A Otro
- 2003 - Homenaje A Las Grandes
- 2005 - Parrandera, Rebelde Y Atrevida
- 2007 - Mi Vida Loca
- 2008 - Jenni
- 2009 - Jenni (Super Deluxe)
- 2009 - La Gran Señora
- 2011 - Joyas Prestadas (Banda)
- 2011 - Joyas Prestadas (Pop)
- 2012 - Joyas Prestadas (Pop Deluxe)
- 2012 - La Misma Gran Senora

### Koncert lemezei
- 2006 - En Vivo Desde Hollywood
- 2006 - Besos Y Copas Desde Hollywood
- 2007 - La Diva En Vivo
- 2010 - La Gran Señora en vivo

### Válogatás albumok
- 2004 - Simplemente... La Mejor
- 2009 - No Vuelvo Ni De Chiste

## Fordítás
- Ez a szócikk részben vagy egészben  a   Jenni Rivera című spanyol Wikipédia-szócikk fordításán alapul.  Az eredeti cikk szerkesztőit annak laptörténete sorolja fel. Ez a jelzés csupán a megfogalmazás eredetét és a szerzői jogokat jelzi, nem szolgál a cikkben szereplő információk forrásmegjelöléseként.

## További információ
- Hivatalos oldal
- Jenni Rivera a Facebookon
- Jenni Rivera az Internet Movie Database-ben (angolul)
- Jenni Rivera a Rotten Tomatoeson (angolul)